# 李彝温
李彝温（897年之前—933年之前），是五代十国时党项族的首领，本姓拓跋，是拓跋重建的曾孙，李思恭之孙，李仁福的长子，母亲吴国太夫人渎氏。
李彝温担任定难节度使随使左都押衙，就是率领随从藩帅调动的部曲的使衙高级从军将。根据其弟李彝谨的墓志，他在952年之前已经去世。他的二弟李彝超在后唐长兴四年（933年）继承父亲李仁福担任定难军节度使，李彝温应在933年就已去世。